# Kalkkögel
Il Kalkkögel è un gruppo montuoso delle Alpi dello Stubai. Si trova nel Tirolo (Austria).

## Caratteristiche
La catena si trova ad ovest di Fulpmes. Per la loro composizione dolomitica vengono dette Dolomiti del Nord.

## Classificazione
Secondo la SOIUSA il Kalkkögel è un sottogruppo alpino con la seguente classificazione:
- Grande parte = Alpi Orientali
- Grande settore = Alpi Centro-orientali
- Sezione = Alpi Retiche orientali
- Sottosezione = Alpi dello Stubai
- Supergruppo = Alpi dello Stubai del Nord
- Gruppo = Gruppo dello Schrankogel
- Sottogruppo = Kalkkögel
- Codice = II/A-16. II-B

## Vette
Le principali vette del gruppo sono:
- Schlicker Seespitze - 2.804 m
- Riepenwand - 2.774 m
- Steingrubenkogel - 2.633 m
- Marchreisenspitze - 2.620 m
- Ampferstein - 2.556 m
- Widdersberg - 2.327 m
- Schneiderspitze - 2.156 m